# 다이시정 (효고현)
다이시정(일본어: 太子町)은 일본 효고현 남서부(니시하리마 지역)에 있는 이보군의 정이다.
이보군 옛 3정(이보가와정, 신구정, 미쓰정)이 2005년 10월 1일에 다쓰노시와 합병해 이보군은 다이시정 하나만 관할하게 되었다.

## 역사
- 1931년 4월 1일 - 이카루가촌이 정으로 승격해 이카루가정이 되었다.
- 1951년 4월 1일 - 이카루가정과 이시우미촌, 오타촌이 합병해 다이시정이 탄생했다.
- 1955년 1월 1일 - 다쓰다촌을 편입하였다.
- 2003년 7월 2일 - 다쓰노시, 신구정, 이보가와정, 미쓰정, 다이시정이 합병협의회에 가입하였다.
- 2004년 8월 2일 - 합병협의회에서 탈퇴하여 독자적인 정 체제의 길을 가게 되었다.

## 인구
| 연도 | 인구     | ±% |
| ---- | -------- | -- |
| 1970 | 20,457명 | —  |
| 1975 | 24,751명 | —  |
| 1980 | 26,686명 | —  |
| 1985 | 29,663명 | —  |
| 1990 | 30,477명 | —  |
| 1995 | 31,634명 | —  |
| 2000 | 31,960명 | —  |
| 2005 | 32,555명 | —  |
| 2010 | 33,438명 | —  |
| 2015 | 33,690명 | —  |
| 2020 | 33,477명 | —  |

## 교통

### 도로
- 국도 제29호선
- 국도 제179호선